# Línea Soria-Castejón
La línea Soria-Castejón es una línea de ferrocarril española, actualmente cerrada al tráfico. Formó parte de la línea Torralba-Castejón, que a su vez comunicaba la línea Madrid-Barcelona en Torralba con las líneas Zaragoza-Bilbao y la Castejón-Alsasua en Castejón, discurriendo por las provincias de Soria, Zaragoza, Logroño y Navarra. La línea fue inaugurada en 1941, articulándose como una prolongación de la línea Torralba-Soria, y se mantuvo en servicio hasta su clausura en 1996. En la actualidad el trazado permanece intacto en su mayoría, aunque abandonado y sin uso comercial. 

## Historia
El trazado Soria-Castejón de Ebro constituyó la continuación del ferrocarril Torralba-Soria, que había entrado en servicio a finales del siglo XIX. Desde entonces se planteó la prolongación del trazado hacia el valle del Ebro. El Plan de Ferrocarriles de Urgente Construcción que aprobó la dictadura de Primo de Rivera en 1926, más conocido como «Plan Guadalhorce», contemplaba la construcción de una línea férrea entre Soria y Castejón de Ebro.
Los trabajos de construcción se iniciaron en mayo de 1927, aunque las obras se retrasaron mucho por las circunstancias políticas y económicas de la época. El 14 de septiembre de 1935 se produjo la recepción provisional de las infraestructuras por parte del Estado, que llegó a anunciar la convocatoria de un concurso público para adjudicar la explotación de la línea. El estallido de la Guerra Civil, en 1936, paralizó el proceso y retrasó su utilización. Finalmente, la línea sería inaugurada de forma oficial el 30 de septiembre de 1941, tras lo cual entró en servicio. Para entonces, el organismo RENFE —creado a partir de la nacionalización de la red ferroviaria de ancho ibérico— había asumido la gestión del trazado y las instalaciones.
Los servicios que se realizaron a través de esta línea permitían la comunicación de Soria con Zaragoza, Logroño y Pamplona, si bien el tráfico nunca fue especialmente intenso. Durante algún tiempo también tuvo un cierto tráfico de minerales procedente de las extracciones del yacimiento de mina Petra. En sus últimos tiempos el trazado era recorrido por automotores de la serie 593 que hacían el trayecto Madrid-Pamplona, y finalmente el Madrid-Castejón de Ebro. El 1 de diciembre de 1996 se produjo el cierre al tráfico ferroviario del tramo comprendido entre Soria y Castejón de Ebro, si bien el trazado se mantuvo intacto.
En 2005, tras la extinción de la antigua RENFE, el ente Adif se hizo cargo de las infraestructuras. El trazado formó parte de la denominada «línea 202» de Adif hasta 2016, cuando el ente reclasificó esta línea y la redujo al tramo Torralba-Soria.
Desde el cierre de la línea al tráfico las infraestructuras han estado abandonadas y sin uso. El tramo de vía a su paso por el municipio de Cintruénigo ha sido levantado, mientras que la estación ha sido rehabilitada para otros usos. Varias estaciones de la línea se encuentran en estado de ruina, mientras que otras, como la de Ágreda, se encuentran totalmente abandonadas y vandalizadas. Por su parte, en la estación de Corella se acometió la instalación de un centro de pruebas y ensayos ferroviarios por parte de la empresa CAF, proyecto que reaprovechó el trazado entre los puntos kilométricos 91,800 y 95,800.

## Trazado y características
La línea Soria-Castejón comprende el trazado ferroviario existente entre las estaciones de Soria y Castejón de Ebro. Consistía de un trazado de vía única, en ancho ibérico, y sin electrificar. Existían numerosas obras de fábrica, entre las que sobresalían varios túneles y puentes. El tramo entre Soria y la bifurcación de Valcorba pertenecía en realidad al ferrocarril Santander-Mediterráneo, siendo este trazado de uso compartido entre ambas líneas férreas. Hasta el 2016 permanecía catalogada como parte de la «línea 202» de la Red Ferroviaria de Interés General de Adif.